# Ḩeşār (ort i Nordkhorasan, lat 37,52, long 57,48)
Ḩeşār (persiska: Ḩeşār-e Garmkhān, حصار, Heşār) är en ort i Iran.   Den ligger i provinsen Nordkhorasan, i den nordöstra delen av landet, 600 km öster om huvudstaden Teheran. Ḩeşār ligger 919 meter över havet och antalet invånare är 716.
Terrängen runt Ḩeşār är kuperad åt sydost, men åt nordväst är den platt. Ḩeşār ligger nere i en dal. Runt Ḩeşār är det ganska glesbefolkat, med 27 invånare per kvadratkilometer. Närmaste större samhälle är Bojnourd, 14,4 km väster om Ḩeşār. Omgivningarna runt Ḩeşār är i huvudsak ett öppet busklandskap.